# Tobias Hochscherf
Tobias Maria Hochscherf (* 18. März 1976 in Bielefeld) ist ein deutscher Medien-, Film- und Fernsehwissenschaftler, der seit 2009 Professor für audiovisuelle Medien an der Fachhochschule Kiel ist sowie dort Vizepräsident.

## Werdegang
Hochscherf wuchs in Hamburg auf und absolvierte 1995 das Abitur am Jesuitengymnasium Sankt-Ansgar-Schule. Er studierte Geschichte, Medienwissenschaft, Germanistik, Anglistik und Amerikanistik an der Universität Hamburg und der Christian-Albrechts-Universität zu Kiel. Seit seiner Schulzeit war er für verschiedene Radio- und Fernsehsender und später auch an der Arbeitsgruppe Film der Universität Kiel tätig. Zusammen mit Gregor Greve gründete er eine Filmproduktionsfirma. Nach Praktika am Goethe-Institut Los Angeles und der Academy of Motion Picture Arts and Sciences in Los Angeles wurde er an der University of Liverpool promoviert. Seit Januar 2006 war er als Senior Lecturer für Film- und Fernsehwissenschaftler an der Northumbria University tätig, bevor er nach Kiel berufen wurde. Am Fachbereich Medien der Fachhochschule Kiel hat er eine Professur für audiovisuelle Medien. Er ist Prodekan am Fachbereich Medien und Mitglied des Hochschulsenats.
Seit 2013 ist er – im Rahmen einer Zweitmitgliedschaft – auch Professor an der Europa-Universität Flensburg.
Er ist im Council der International Association for Media History (IAMHIST) und Mitherausgeber des Jahrbuch immersiver Medien sowie der internationalen Fachzeitschriften Historical Journal of Film, Radio and Television, Journal of Scandinavian Cinema und Journal of Popular Television. Durch Forschungskooperationen mit Skandinavien untersuchte er den Konstruktiven Journalismus in Skandinavien. Über das Thema äußerte er sich in Fernseh- und Radiosendungen als Fachmann.
Seit September 2020 ist er Vizepräsident der Fachhochschule Kiel.

## Arbeits- und Forschungsgebiete
- Film- und Fernsehproduktion
- Radiostrategie und -programmgestaltung
- Medientheorie und -geschichte
- Film- und Fernsehanalyse
- Mobiler Journalismus
- Digitale audiovisuelle Medien

## Buchpublikationen (Auswahl)
- mit Heidi Philipsen: Beyond the Bridge: Contemporary Danish Television Drama. London und New York: I.B. Tauris, 2017, 259 S., ISBN 978-1-78453-356-4.
- The Continental Connection: German-speaking Émigrés and British Cinema, 1927–1949. Manchester: Manchester University Press, 2011, 244 S., ISBN 978-0-7190-8309-9.
- mit James Leggott (Hrsg.): British Science Fiction Film and Television: Critical Essays. Jefferson, NC: McFarland, 2011, 227 S., ISBN 978-0-7864-4621-6.
- mit Andrew Plowman, Christoph Laucht (Hrsg.): Divided, but Not Disconnected: German Experiences of the Cold War. Oxford and New York: Berghahn, 2010, 276 S., ISBN 978-1-78238-099-3.
- mit Matthias Bauer, Heinz-Peter Preusser (Hrsg.): Somatische De/Markierungen in The Red Shoes (1948) und Black Swan (2010), erschienen in Sinnlichkeit und Kino – zur Interpendenz von Körperlichkeit und Textualität in der Filmrezeption, Schüren 2015, S. 39–55, ISBN 978-3-89472-911-0.